# ジヒドロイソクマリン
ジヒドロイソクマリン（dihydroisocoumarin）は、単一の化合物ではなく、3,4-ジヒドロイソクマリンの3位の水素の1つが、フェニル基やフェニル基の誘導体に置換された、化合物群の総称である。このため、ジヒドロイソクマリン類（英語：dihydroisocoumarins）と呼ばれる場合もある。

## 例

ヒドランゲノールの構造。

ジヒドロイソクマリン類は、天然に見出される化合物群であり、例えば、ジヒドロイソクマリン類にグルコースが結合した配糖体が、Caryocar glabrumなどで検出された。

### ヒドランゲノール
植物のアマチャ（Hydrangea macrophylla Seringe var. thunbergii）には、ヒドランゲノールの8位に結合している水酸基にグルコースがエーテル結合した配糖体であるヒドランゲノール-8-O-グルコシドが含有されている。

### フィロズルチン
植物のアマチャには、フィロズルチンの8位に結合している水酸基にグルコースがエーテル結合した配糖体であるフィロズルチン-8-O-グルコシドも含有されている。なお、配糖体の状態では甘味を感じられないものの、グルコースが外れると甘味を感ずる。フィロズルチンは、飲料の甘茶の甘味成分の1つである。